# Baltzar Filip Horn af Rantzien
Baltzar Filip Horn af Rantzien, född 1736, död den 17 juli 1788, var en svensk greve och sjöhjälte. Han var sonson till Henning Rudolf Horn af Rantzien, 
Horn af Rantzien blev 1756 löjtnant vid amiralitetet och 1767 kaptenlöjtnant samt har fäst sitt namn vid minnet av slaget vid Hogland, där han, då överstelöjtnant, förde befälet på skeppet Wasa. Under bataljen sårad till döds, yttrade han till sin närmaste man, löjtnant Per Gustaf Lagerstråle, de bekanta orden: "Du skall svara mig inför Gud, om du stryker flagg". Han dog samma dag.